# Denis Gargaud Chanut
Denis Gargaud Chanut (Marseille 22 juli 1987) is een Frans kanovaarder gespecialiseerd in slalom. 
Gargaud Chanut werd in 2011 wereldkampioen in de C-1. Gargaud Chanut verloor in eigen land de strijd om het enige Franse startbewijs voor de Olympische Zomerspelen 2012 van de tweevoudig olympisch kampioen Tony Estanguet. Gargaud Chanut kon zich ook niet plaatsen in de C-2 voor de spelen van Londen. Gargaud Chanut plaatse zich wel voor de Olympische Zomerspelen 2016 2016 waar hij de gouden medaille won in de C-1.

## Belangrijkste resultaten

### Olympische Zomerspelen
| Editie | Plaats         | Resultaten |
| ------ | -------------- | ---------- |
| 2016   | Rio de Janeiro | C-1 Slalom |

### Wereldkampioenschappen kanoslalom
| Jaar | Plaats          | Resultaten                                                            |
| ---- | --------------- | --------------------------------------------------------------------- |
| 2009 | La Seu d'Urgell | 7e C-1 Slalom · C-1 Slalom team · 11e C-2 Slalom · 8e C-2 Slalom team |
| 2010 | Ljubljana       | 29e C-1 Slalom · 4e C-1 Slalom team · C-2 Slalom · C-2 Slalom team    |
| 2011 | Bratislava      | C-1 · 4e C-1 Slalom team · C-2 Slalom · C-2 Slalom team Slalom        |
| 2013 | Praag           | 5e C-1 Slalom · C-1 Slalom team                                       |
| 2014 | Deep Creek Lake | 15e C-1 Slalom 5e C-1 Slalom team                                     |
| 2017 | Pau             | 10e C-1 Slalom · C-1 Slalom team                                      |
| 2018 | Rio de Janeiro  | 10e C-1 Slalom 5e C-1 Slalom team                                     |
| 2019 | La Seu d'Urgell | 5e C-1 Slalom 5e C-2 Slalom gemengd                                   |

1972: Reinhard Eiben ·
1992: Lukáš Pollert ·
1996: Michal Martikán ·
2000: Tony Estanguet ·
2004: Tony Estanguet ·
2008: Michal Martikán ·
2012: Tony Estanguet ·
2016: Denis Gargaud Chanut ·
2020: Benjamin Savšek ·
2024: Nicolas Gestin